# Slån
Slån eller slånbärsbuske (Prunus spinosa L.) är en buske i familjen rosväxter, mer sällsynt ett litet träd. Den får blå eller blåsvarta stenfrukter som kallas slånbär. Busken, som har vassa tornar, växer vilt i större delen av Europa. I Sverige är den vanlig i södra Sveriges kustlandskap.

## Beskrivning

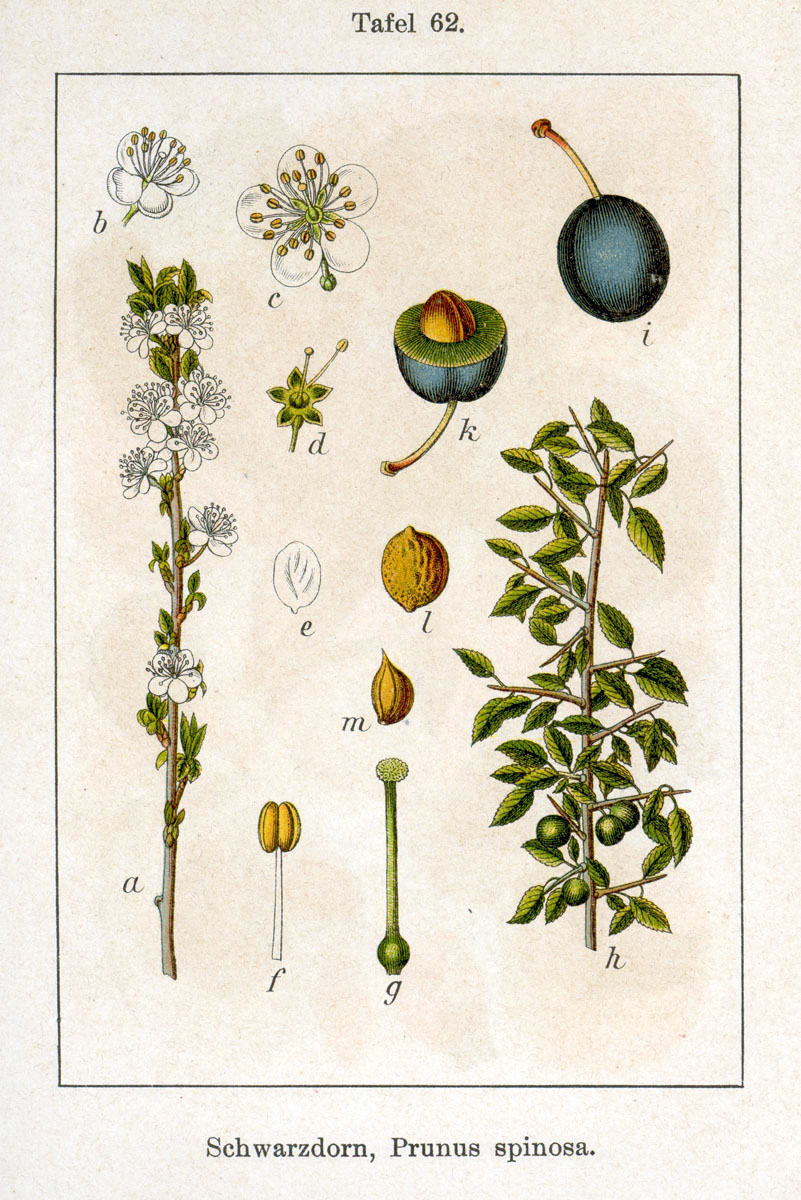
Jabob Sturm 1796

Busken är normalt 1–2 meter hög men kan växa till 3–4 meters höjd med åren. Grenarna sitter mycket tätt, och på grenarna finns många vassa tornar. Den har ett välutvecklat rotsystem (rotskottsförökning), som gör busken mycket svår att flytta.
Bladen är 2–5 cm långa och växer vanligen inte ut förrän efter att busken har blommat. Den blommar i maj, ibland även juni, med små (kronbladen är 5–8 mm) vita blommor med 20 ståndare och luktar lite svagt åt mandelhållet. På hösten får busken drygt 1 cm stora, blåsvarta bär.
Slånbären påminner till färgen om blåbär men är större och stenfrukter, upp till 20 mm stora. Den är nära släkt med körsbär och plommon; det senare antyds av franskans namn prunelle ('litet plommon'). Omogna bär är sura eller nästan bittra, men efter höstfrost utvecklas sockerämnena i bäret och smaken blir sötare.

## Biotop och utbredning
Slån trivs på torra, solbelysta platser i kalkrik jord. Arten växer även på annan grund. Den hittas ofta vid skogskanter, i buskskogar, på betesmarker eller intill vägar.
Busken finns i hela Europa (utom Island), i Främre Asien och till och med i Nordafrika. Slån finns även på några platser i östra Nordamerika, men är inte ursprunglig där.
I Sverige finns slånbärsbusken i hela Götaland och stora delar av Svealand. Den är vanligast i kustområden. I Finland finns slån sällsynt på hela Åland, men i Fastlands-Finland bara i ett mycket smalt kustbälte i sydvästra Finland. 

### Utbredningskartor
- Norden[7]
- Norra halvklotet [8]

## Skörd och egenskaper
Bären innehåller garvsyra som ger dem en kärv och sur, nästan bitter smak. När temperaturen sjunker under noll grader omvandlas garvsyran, och slånbärens smak blir sötare och mindre sträv. Det fungerar utmärkt att imitera detta genom att lägga dem i frysen under 1–2 dygn. Slånbären används ibland till saft, och man väntade åtminstone förr till efter första ordentliga frostnatten innan man skördade. En annan anledning till att skörda sent är att slånbär mognar sent, och därför är det lämpligt att ge dem så lång tid som möjligt att bli fullmogna.
Slånbär innehåller 60 gånger fler antioxidanter än vindruvor och räknas till Sveriges nyttigaste vilda bär/frukter.

## Användning
Av slånbär kan tillverkas saft, likör och gelé/mos. Vid tillagningen bör kärnorna tas bort innan kokning, så de inte överför sin bitterhet till mos eller dryck.
Saft finns att köpa från lokala safttillverkare på flera platser i landet. Bären används även för att smaksätta alkoholhaltiga drycker, framförallt likör som till exempel pacharán och sloe gin. Av bären kan även tillverkas slånbärsgelé (eller liknande mos/puré).
Många fågelarter äter slånbär, inklusive trastar.
En lite udda användning är att man använder tornarna till att vid korvstoppning försluta ändarna på korvskinnet. Därav det dialektala namnet korvstickbuske på slån.
Slånets ved är hård och kan bland annat användas till träsnide.
Busken planteras som prydnadsväxt i trädgårdar eller som begränsning av egendom.

## Varieteter och namn

### Korsningar
Slån kan lätt korsas med andra växtarter inom släktet Prunus. Mellanformer mellan exempelvis krikon och slån förekommer.

### Namnsorter
Slån är ingen vanlig trädgårdsväxt, men det finns flera namnsorter som odlas som prydnadsväxter. 'Plena' är fylldblommig, rosenslån ('Rosea') har rosa blommor och purpurslån ('Purpurea') har rosa blommor och purpuraktiga blad.

### Synonymer
- Druparia spinosa Clairv.
- Prunus acacia Crantz
- Prunus acacia germanica Crantz
- Prunus approximata Giraudias
- Prunus communis proles coronata Clavaud
- Prunus communis proles depressa Clavaud
- Prunus communis proles erythrocalyx Clavaud
- Prunus communis proles latiflora Clavaud
- Prunus communis proles oxypyrena Clavaud
- Prunus communis proles pubescens Clavaud
- Prunus communis proles subinermis Clavaud
- Prunus communis subsp. spinosa (L.) Syme in Sm.
- Prunus communis var. spinosa (L.) Hook. & Arn.
- Prunus densa Martrin-Donos
- Prunus densiflora Jord. & Fourr.
- Prunus ericiflora Sav.
- Prunus erythrocalyx var. rubella Clavaud
- Prunus foecundissima Clavaud
- Prunus glomerata Sav.
- Prunus insititia var. spinosa (L.) Weston
- Prunus lamottei Sav.
- Prunus lloydii Sav.
- Prunus lucens Sav.
- Prunus lucida Clavaud
- Prunus montana Schur
- Prunus oviformis Jord. & Fourr.
- Prunus parviflora Paill.
- Prunus peduncularis Jord. & Fourr.
- Prunus platyphylla Gand.
- Prunus praecox Salisb. 	 nom. illeg.
- Prunus praecox Sav.
- Prunus recta Sav.
- Prunus rhamnifructa Sav.
- Prunus rusticana Jord. & Fourr.
- Prunus spinosa proles densa (Martrin-Donos) Rouy & E.G.Camus
- Prunus spinosa proles depressa (Clavaud) Rouy & E.G.Camus
- Prunus spinosa proles ericiflora (Sav.) Rouy & E.G.Camus
- Prunus spinosa proles foecundissima (Clavaud) Rouy & E.G.Camus
- Prunus spinosa proles lamottei (Sav.) Rouy & E.G.Camus
- Prunus spinosa proles latiflora (Clavaud) Rouy & E.G.Camus
- Prunus spinosa proles lucens (Sav.) Rouy & E.G.Camus
- Prunus spinosa proles lucida (Clavaud) Rouy & E.G.Camus
- Prunus spinosa proles ovata Rouy & E.G.Camus
- Prunus spinosa proles parviflora (Paill.) Rouy & E.G.Camus
- Prunus spinosa proles pubescens (Clavaud) Rouy & E.G.Camus
- Prunus spinosa proles subcylindrica (Sav.) Rouy & E.G.Camus
- Prunus spinosa proles subinermis (Clavaud) Rouy & E.G.Camus
- Prunus spinosa subsp. dasyphylla (Schur) Domin
- Prunus spinosa subsp. insititioides (Ficalho & Cout.) Franco
- Prunus spinosa subsp. megalocarpa Domin
- Prunus spinosa subsp. ovoideoglobosa Domin
- Prunus spinosa var. balearica Willk.
- Prunus spinosa var. dasyphylla Schur
- Prunus spinosa var. erythrocalyx (Clavaud) Rouy & E.G.Camus
- Prunus spinosa var. insititioides Ficalho & Cout.
- Prunus spinosa var. oxypyrena (Clavaud) Rouy & E.G.Camus
- Prunus spinosa var. pubescens Ficalho & Cout.
- Prunus spinosa var. rubella (Clavaud) Rouy & E.G.Camus
- Prunus spinosa var. stenopetala (Clavaud) Rouy & E.G.Camus
- Prunus spinosa var. subcinerea Cout.
- Prunus spinosa var. virgata (Martrin-Donos) Rouy & E.G.Camus
- Prunus spiraeiflora Sav.
- Prunus subcylindrica Sav.
- Prunus subvillosa Debeaux
- Prunus virgata Martrin-Donos
- Prunus vulgatior var. stenopetala Clavaud

### Etymologi
Spinosa" betyder försedd med torn, av latin spina = torn.

### Bygdemål
| Namn           | Trakt    | Kommentar                                  | Referens |
| -------------- | -------- | ------------------------------------------ | -------- |
|                |          |                                            |          |
| Korvstickbuske | Uppland  | Törnarna används för att stänga korvskinn  | [ 12 ]   |
| Krägen         | Skåne    |                                            | [ 13 ]   |
| Slår           | Bohuslän |                                            |          |
| Tjörnebuske    | Skåne    | Tjörne betyder hagtorn i Skåne och Halland | [ 14 ]   |

## Hot
Hybrider, bland annat med plommon, kan förändra artens genetiska bild. Hela populationen bedöms som stor. IUCN listar slån som livskraftig (LC).

## Bilder

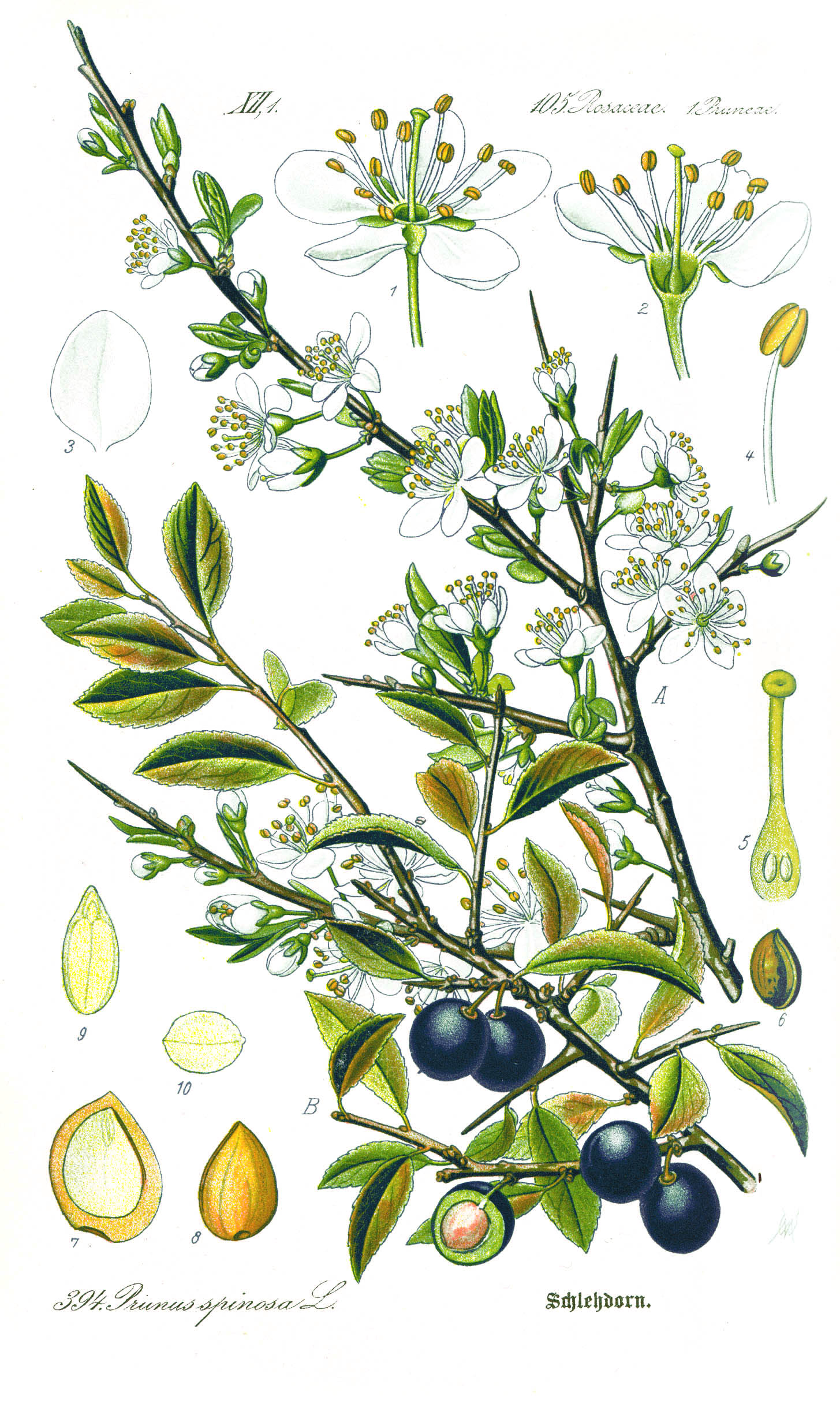
Otto Wilhelm Thomé (1885)
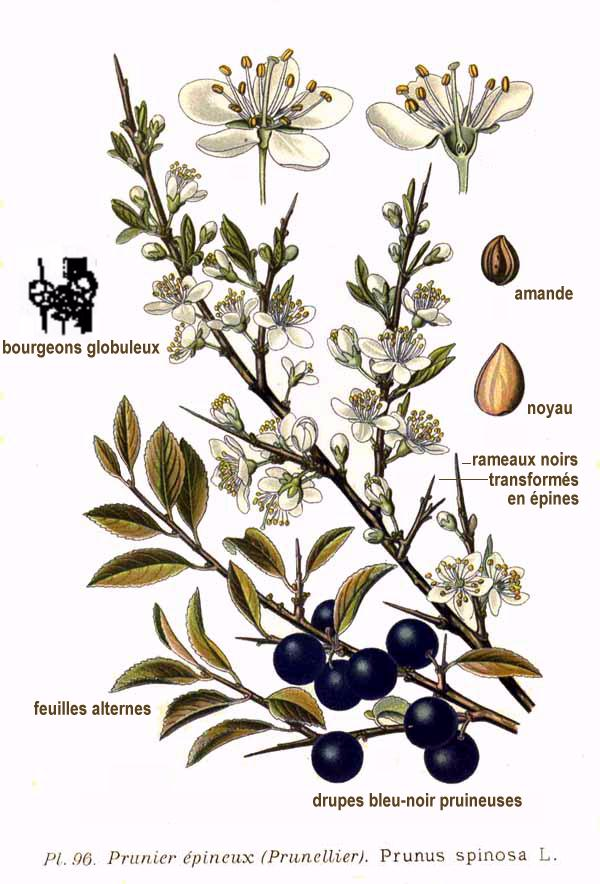
Amédée Masclef (1891)
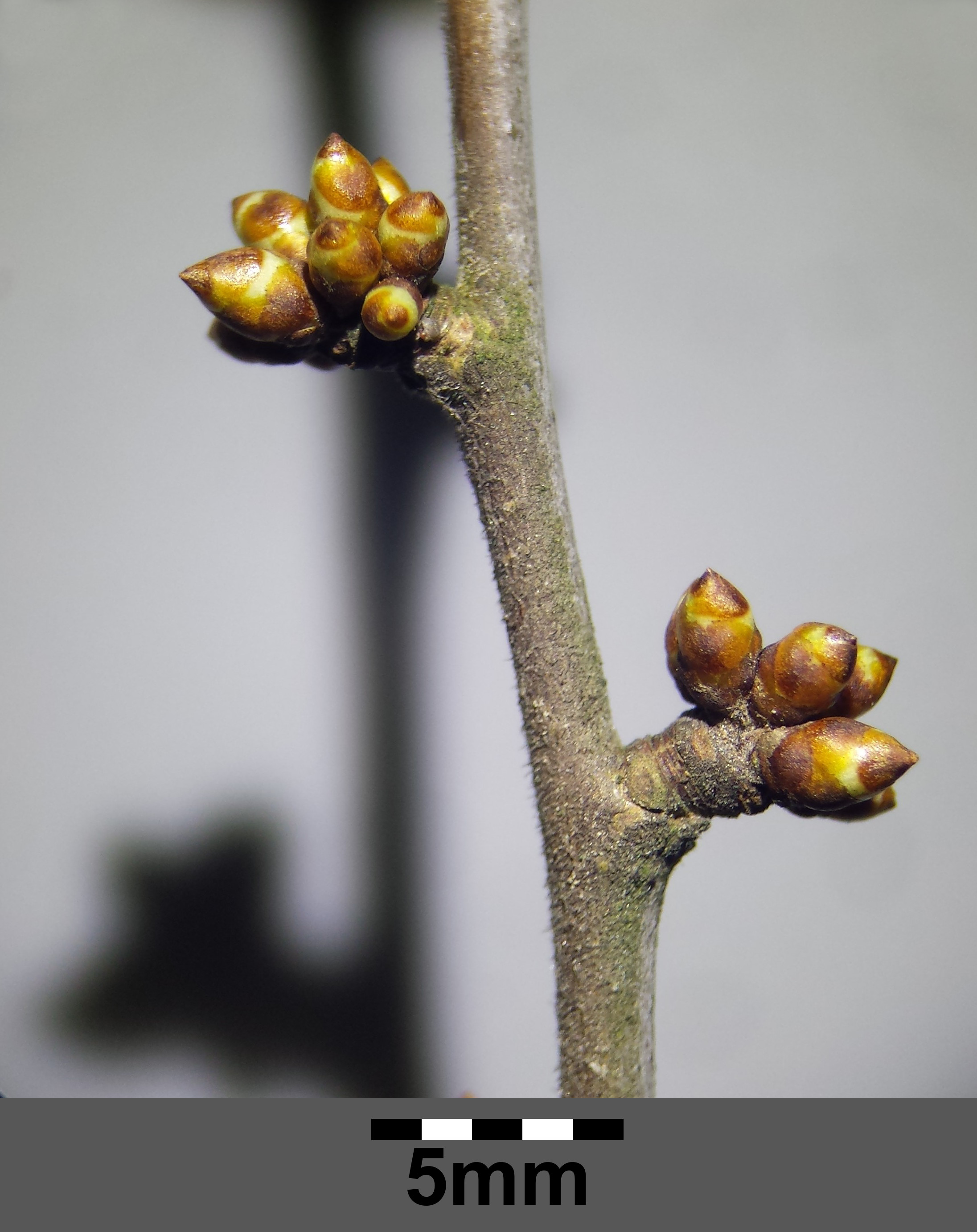
Knoppar
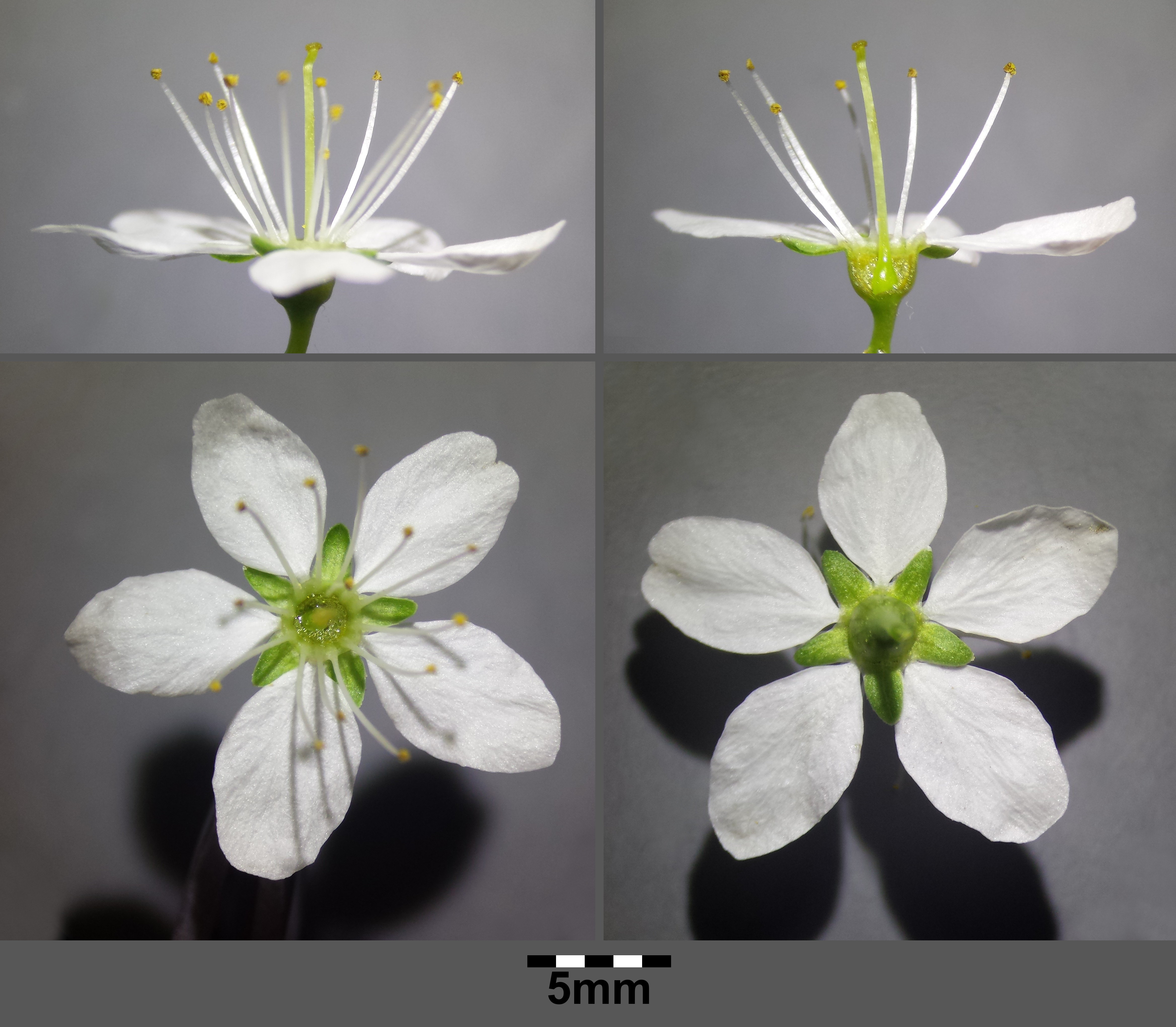
Blommor Undre raden t v sett uppifrån, t h sett underifrån
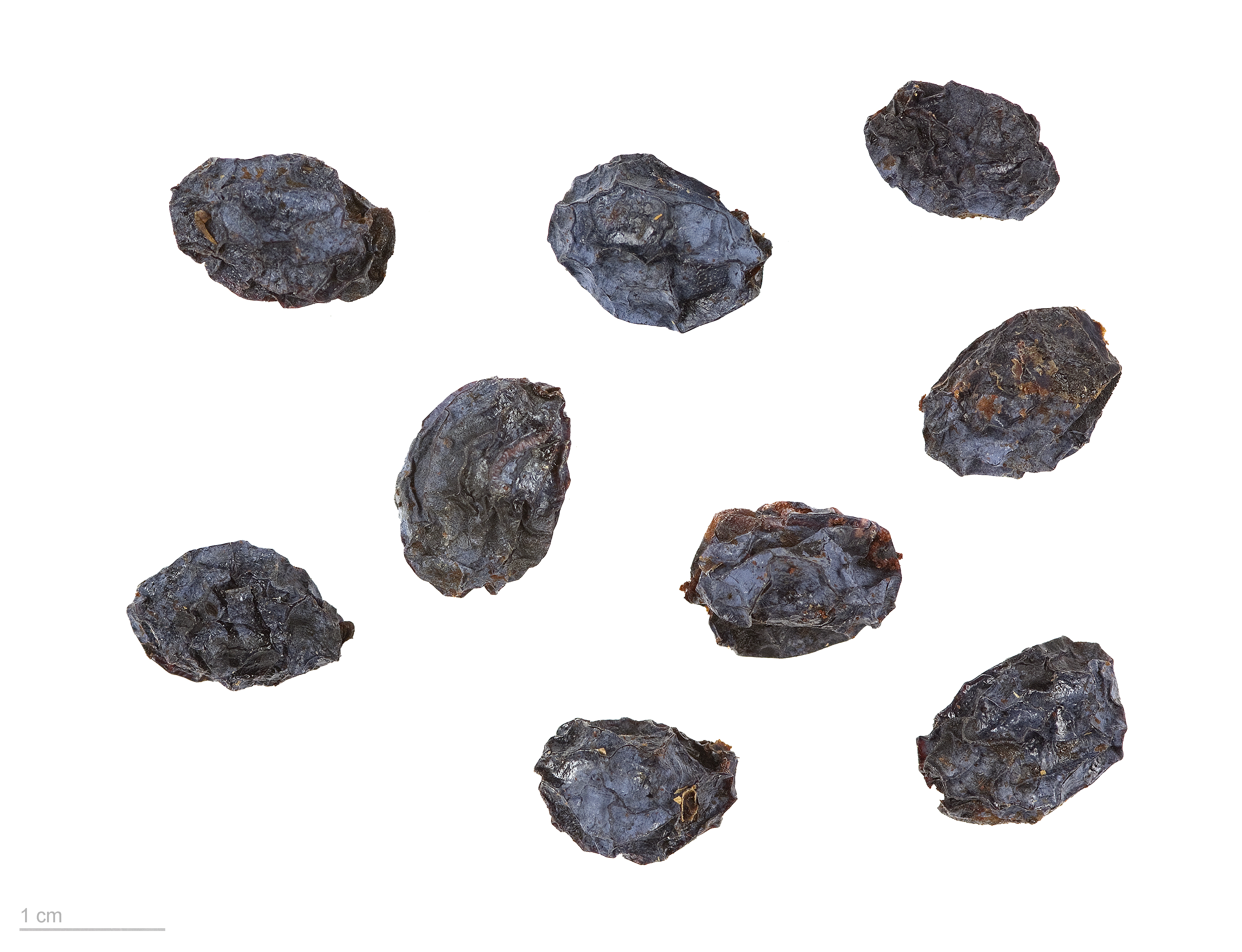
Frön